# 365 Corduba
365 Corduba је астероид главног астероидног појаса. Приближан пречник астероида је 105,92 km,
а средња удаљеност астероида од Сунца износи 2,804 астрономских јединица (АЈ).
Инклинација (нагиб) орбите у односу на раван еклиптике је 12,776 степени, а орбитални период износи 1715,224 дана (4,696 године). Ексцентрицитет орбите астероида износи 0,154.
Апсолутна магнитуда астероида износи 9,18 а геометријски албедо 0,033.
Астероид је откривен 21. марта 1893. године.